# Adam Opel

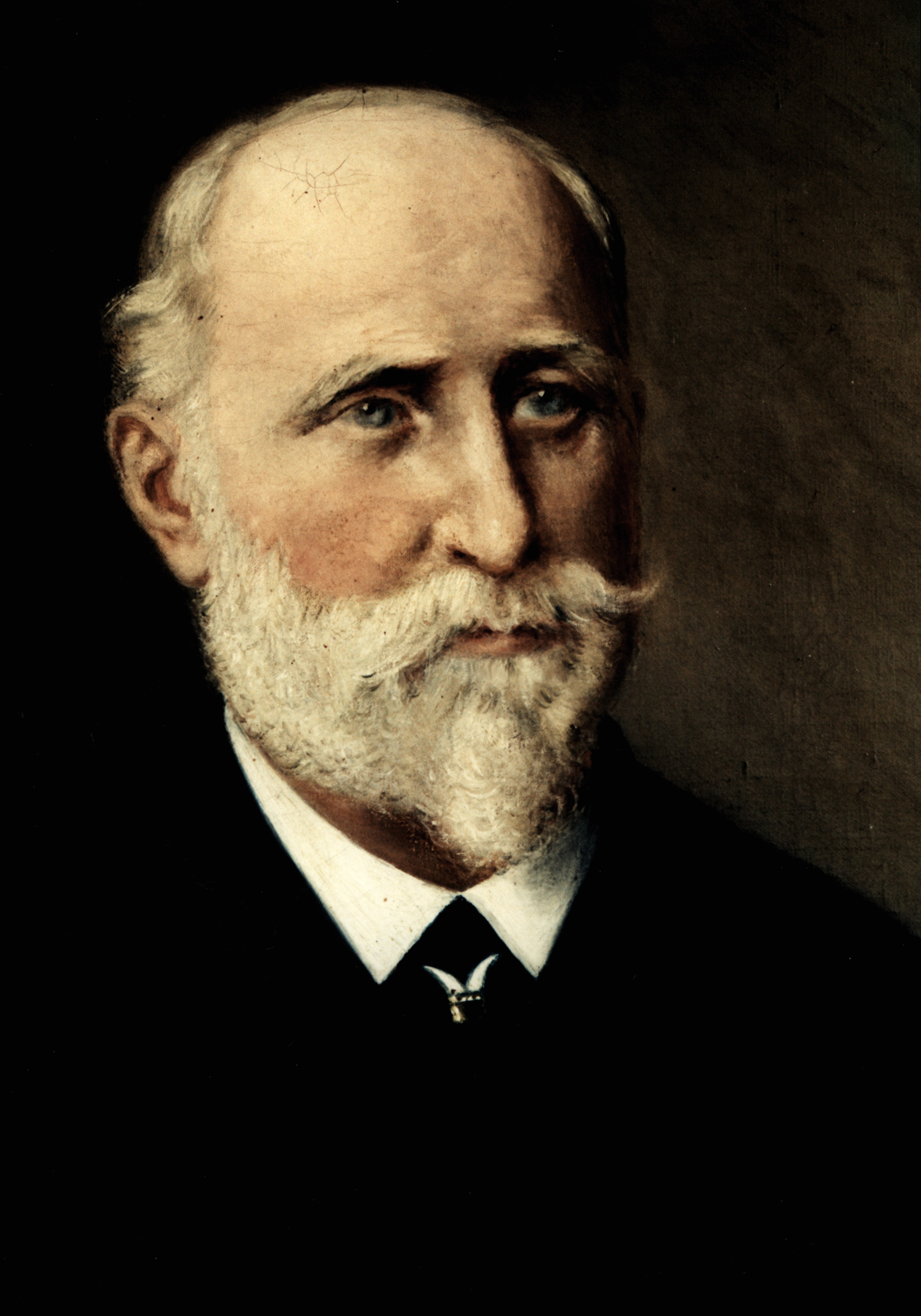
Adam Opel

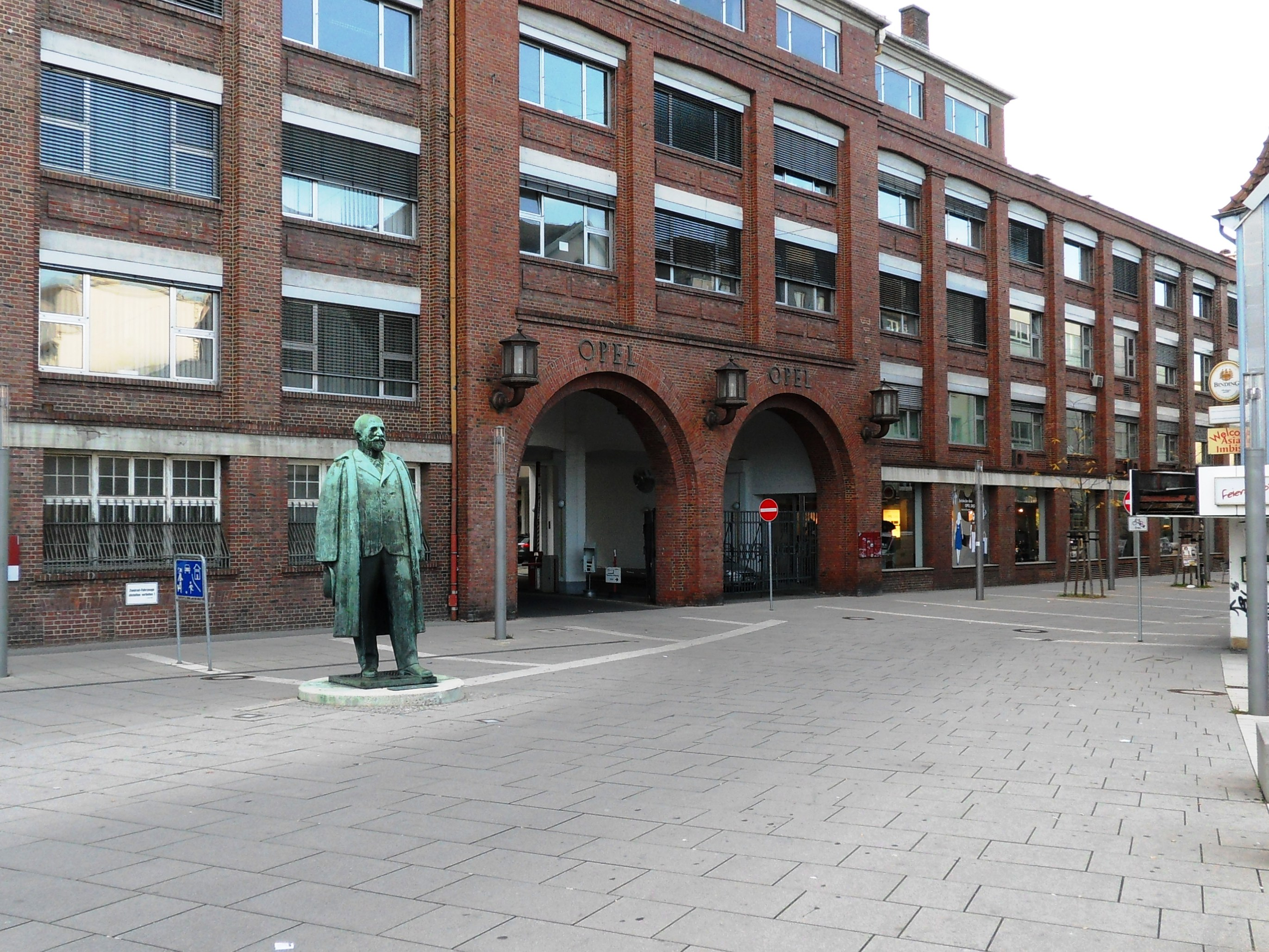
Adam-Opel-Denkmal vor dem Hauptportal des Opelwerks in Rüsselsheim am Main

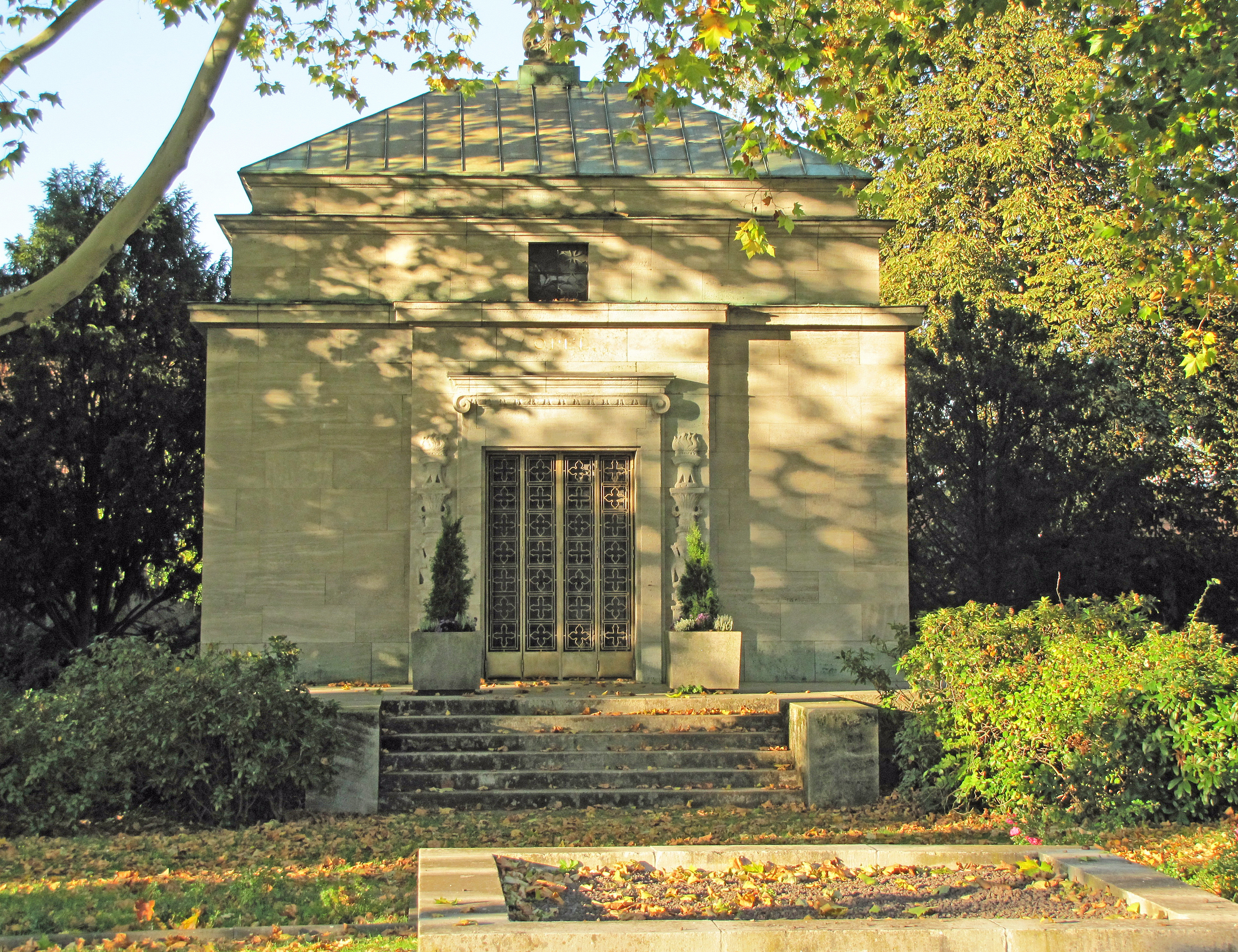
Opel-Mausoleum in Rüsselsheim am Main

Adam Opel (* 9. Mai 1837 in Rüsselsheim; † 8. September 1895 ebenda) war ein deutscher Unternehmer, Gründer der Firma Opel und Begründer eines eigenen Zweiges der Familie Opel.

## Leben
Adam Opel, ältester Sohn des Schlossermeisters Philipp Wilhelm Opel (1803–1867), begann seine berufliche Laufbahn, wie auch seine Brüder Georg und Wilhelm Opel, als Schlosserlehrling in der Werkstatt seines Vaters. Die Wanderjahre führten ihn ab 1857 über Belgien und England nach Paris, wo er in zwei Nähmaschinenfabriken arbeitete. Wieder in seine Heimatstadt zurückgekehrt, gründete Opel 1862 eine eigene Nähmaschinenmanufaktur. Im Jahre 1884 stellte sein Betrieb bereits 18.000 Nähmaschinen pro Jahr her. Damit war der Grundstein für die Firma Opel gelegt.
Am 17. November 1868 heiratete Opel die Gastwirtstochter Sophie Marie Scheller. Im Jahre 1886 begann Opel auch mit der Herstellung von Fahrrädern. Die Firma Opel entwickelte sich schnell zum größten Fahrradhersteller Deutschlands. Nach seinem Tod im Jahr 1895 infolge einer Typhuserkrankung übernahm seine Witwe Sophie Opel gemeinsam mit den fünf Söhnen Carl (1869–1927), Wilhelm (1871–1948), Heinrich (1873–1928), Fritz (1875–1938) und Ludwig Opel (1880–1916) die Leitung der Firma. Vier Jahre später, im Jahre 1899, begann die Familie Opel mit der Automobilproduktion. Wilhelm und Heinrich wurden 1917 schließlich in den großherzoglich hessischen Adelsstand erhoben, Carl folgte 1918. Fritz und Ludwig blieben bürgerlich.
Kurz vor seinem Tod soll Adam Opel beim Anblick eines Automobils angeblich ausgerufen haben: „Aus diesem Stinkkasten wird nie mehr werden als ein Spielzeug für Millionäre, die nicht wissen, wie sie ihr Geld wegwerfen sollen!“ Tatsächlich erwarb er im Februar 1895 einen Benz Phaeton mit 4 PS – am 14. März, wenige Monate vor seinem Tod, ausgeliefert. Adam Opel ist im Opel-Mausoleum in Rüsselsheim am Main bestattet. Er war seit 1890 Mitglied des Vereins Deutscher Ingenieure (VDI) und des Frankfurter Bezirksvereins des VDI.